# Duke Nukem Forever
Duke Nukem Forever is een computerspel uit de reeks Duke Nukem, dat ontwikkeld werd door 3D Realms en in 2011 werd uitgegeven. 

## Geschiedenis
Het spel, dat oorspronkelijk in 1998 op de markt zou komen, was al zo vaak uitgesteld dat nog maar weinig mensen geloof hadden dat het ooit nog uit zou komen. De oorzaak van de herhaaldelijke uitstel was dat de ontwikkelaars van het spel de lat te hoog hebben gelegd om de concurrentie voor te blijven.
Meer dan tien jaar nadat 3DRealms aan de ontwikkeling van Duke Nukem Forever begon, in december 2007, heeft het bedrijf een teaser vrijgegeven met beelden uit het spel. Een volledige trailer zou niet lang op zich laten wachten. Het was echter niet de eerste keer dat de ontwikkelaar beelden toont van de nieuwe Duke Nukem. In 2001 gaf 3DRealms al een trailer vrij met enkele minuten aan in-game-beeldmateriaal. Die laatste video bleek dan ook geen enkele garantie voor een snelle introductie van het spel. In december 2008 zijn een paar screenshots vrijgegeven, waar een duidelijke vordering van het spel in te zien is.
In 2009 kwam ontwikkelaar 3D Realms in financiële problemen en werd het ontwikkelteam opgeheven. De uitgeefrechten liggen bij Take-Two Interactive, dat sindsdien in een rechtszaak is verwikkeld met 3D Realms over hun onkunde om het spel te voltooien.
Gearbox heeft in augustus 2009 het werk opgepakt van 3D Realms en heeft het spel in 2011 afgemaakt. Op 10 juni 2011 kwam het spel op de markt.

## Platforms
2011: Macintosh, PlayStation 3, Windows, Xbox 360

## Ontvangst
Duke Nukem Forever werd matig ontvangen en kreeg op aggregatiewebsite Metacritic een gemiddelde score van 5,3. Het spel wordt door sommige recensenten gezien als een van de grootste flops, mede door het veelvuldig uitstellen, en de slechte kwaliteit van het spel en verhaal. Website IGN gaf het spel een score van 5,5.
| Beoordeeld door               | Platform      | Datum        | Score |
| ----------------------------- | ------------- | ------------ | ----- |
| Middle East Gamers (MEgamers) | PlayStation 3 | 10 juni 2011 | 88%   |
| GamesCollection               | Windows       | 16 juni 2011 | 70%   |
| Gamereactor (Duitsland)       | Windows       | 10 juni 2011 | 70%   |
| Jeux Vidéo Network            | Xbox 360      | 16 juni 2011 | 60%   |
| Softpedia                     | Windows       | 27 juni 2011 | 60%   |
| MacLife                       | Macintosh     | 27 juni 2011 | 50%   |
| Giant Bomb                    | PlayStation 3 | 13 juni 2011 | 40%   |
| newbreview.com                | PlayStation 3 | 28 juni 2011 | 40%   |
| GamingExcellence              | Windows       | 21 juni 2011 | 34%   |
| We Got This Covered           | Windows       | 12 juni 2011 | 20%   |